# Daniił Kulikow
Daniił Michajłowicz Kulikow (ros. Даниил Михайлович Куликов, ur. 24 czerwca 1998 we Rieutowie) – rosyjski piłkarz grający na pozycji pomocnika w rosyjskim klubie Lokomotiw Moskwa.

## Sukcesy

### Klubowe
Lokomotiw Moskwa
- Zdobywca Pucharu Rosji: 2018/2019, 2020/2021
- Zdobywca Superpucharu Rosji: 2019